# 腾势N7
腾势N7是一款由比亚迪汽车旗下品牌腾势销售的中型跨界SUV，于2023年7月正式在中国市场上市。

## 历史
2022年8月，在成都车展上，腾势推出了Denza Inception Concept原型车，预示着重组后打造全新车型系列的第二款车型。该车型被广泛用于量产车，该车于2023年3月以腾势N7的名称首次亮相，采用SUV Coupe的外形，车顶线缓缓向后倾斜。

## 设计
N7的轮廓具有多个浮雕和仿制进气口，以及可伸缩门把手和广泛的前全LED照明。由于使用放置在车身结构中的激光雷达，N7可实现半自动驾驶。制造商决定使用位于两侧的端口为电气系统充电，并将它们放置在后挡泥板中。
客舱配有一个延伸至仪表板的大型中央控制台。它由三个显示屏组成，驾驶员前方有一个数字时钟屏幕，乘客前方有一个第二个显示屏。它们之间有一个大型触摸屏多媒体系统。其音响系统采用了法国公司Devialet的系统。

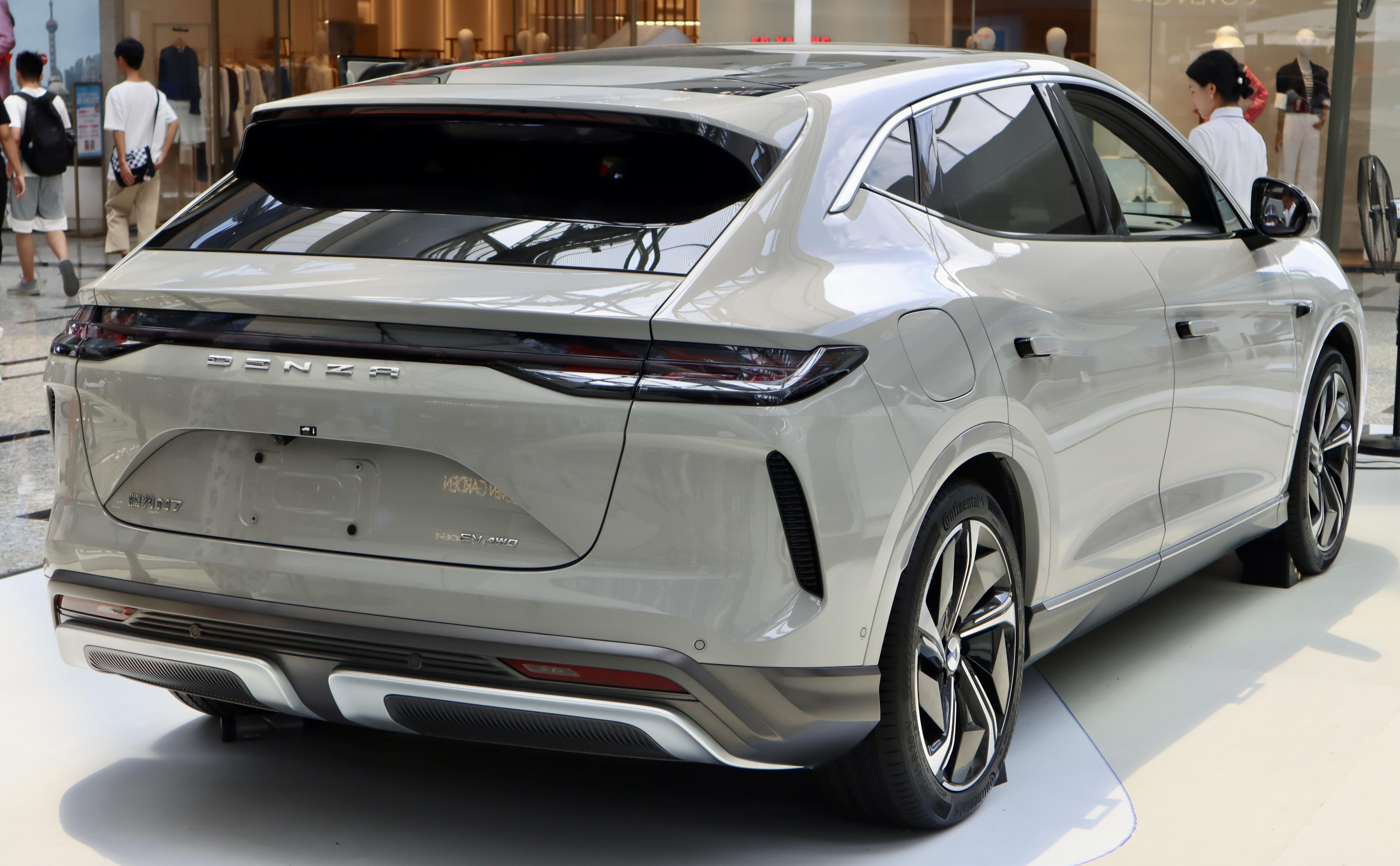
后视图
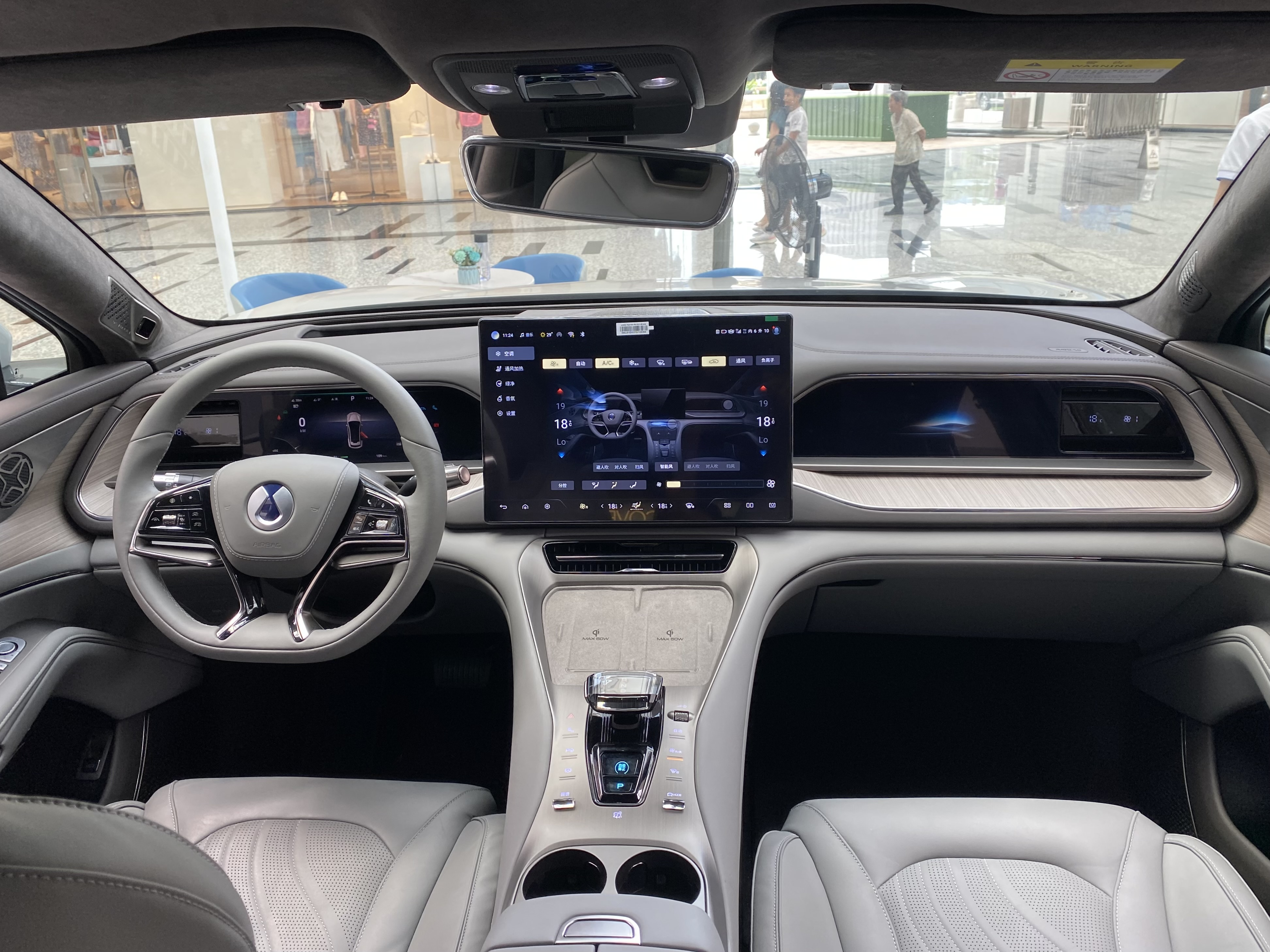
内部

## 规格
N7的基础电动版搭载313马力的发动机，而顶配版功率为530马力，这两个动力单元与比亚迪海豹共享。

## 2024最新款

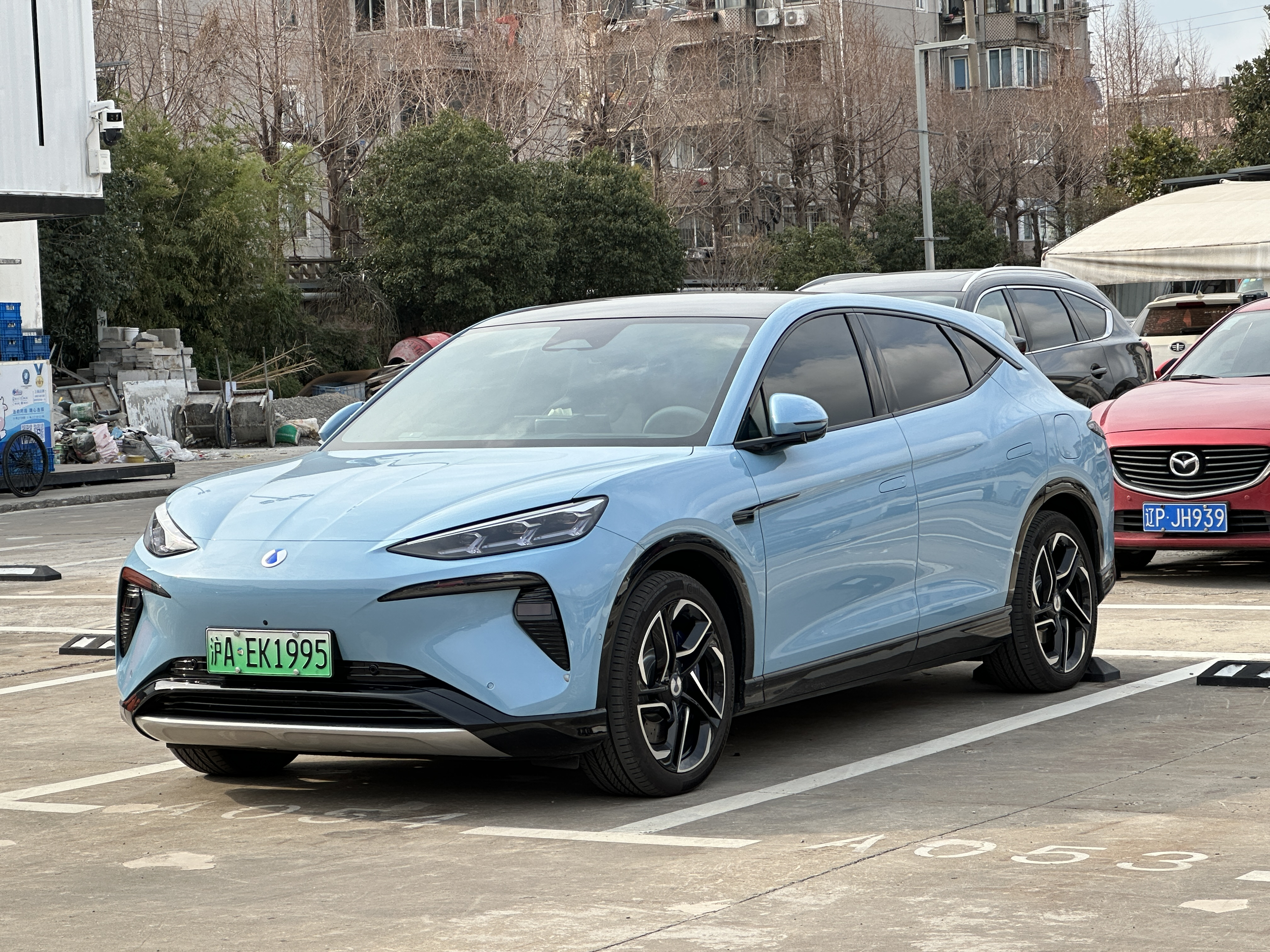
腾势N7 2024最新款
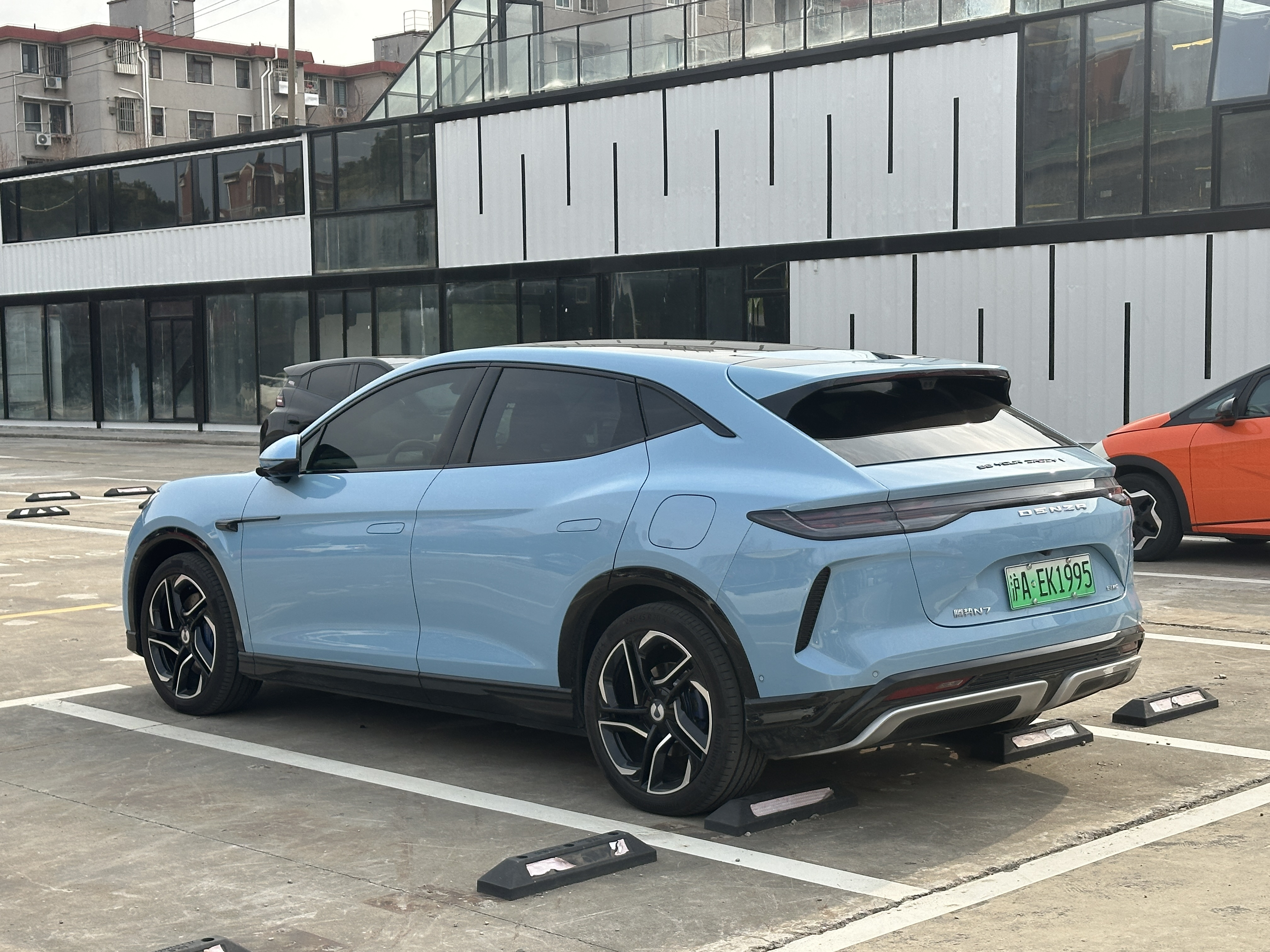
后视图